# Rima (Krater)
Rima ist ein Einschlagkrater auf Ariel, dem viertgrößten Mond des Planeten Uranus. Rima hat einen mittleren Durchmesser von 41 km und befindet sich auf Ariel zwischen 18,1 und 18,6° südlicher Breite und 258,7 und 263° östlicher Länge, nördlich des Canyonsystems Kachina Chasmata. In der Nähe befinden sich die Krater Oonagh (westsüdwestlich) und Abans (nordwestlich).

## Benennung
Der Krater wurde benannt nach der Protagonistin aus W. H. Hudsons Roman Green Mansions: A Romance of the Tropical Forest aus dem Jahr 1904 (in deutscher Übersetzung erschienen als Rima und Das Vogelmädchen). Da der Mond Ariel nach dem Luftgeist aus William Shakespeares Der Sturm benannt wurde, werden Oberflächenmerkmale auf Ariel von der Internationalen Astronomischen Union (IAU) ebenfalls nach Luftgeistern benannt.
Beim Vorbeiflug der Raumsonde Voyager 2 im Januar 1986 konnten 35 Prozent der Ariel-Oberfläche in einer Auflösung fotografiert werden, die eine astrogeologische Auswertung erlaubt. Dazu gehörte auch der Krater Rima. Die Benennung erfolgte 1988.